# 大序雀麦
大序雀麦（学名：Bromus staintonii）为禾本科雀麦属下的一个种。

## 扩展阅读
維基物種上的相關：大序雀麦